# De ideale penis
De ideale penis is een Nederlandstalige single van de Belgische band De Lama's uit 1994 die gaat over de penis.
De single bevatte naast de titelsong de liedjes Bezeten en Schud aan de boom. In dit laatste nummer zijn Herman Van Molle (basgitaar) en Joost Van den Broeck (drums) te horen.
Het liedje verscheen op het album Edele Delen.

## Meewerkende artiesten
Producer:
- Kloot Per W

Muzikanten:
- Kloot Per W (gitaar, programmatie)
- Joris Decaesstecker (basgitaar)
- Steven De Cort (drums)
- Peter Slabbynck (zang)
- Mies Meulders (zang)